# Сталийное время
Стали́йное вре́мя (англ. Laytime) — в торговом мореплавании срок, в течение которого перевозчик предоставляет судно для погрузки или выгрузки груза и держит его под погрузкой или выгрузкой груза без дополнительных к фрахту платежей. Длительность сталийного времени определяется соглашением сторон; при отсутствии такого соглашения — сроками, обычно принятыми в порту погрузки/выгрузки. Сталийное время исчисляется в рабочих днях, часах и минутах начиная, как правило, со следующего дня после подачи уведомления о готовности судна к погрузке/выгрузке груза.
В сталийное время не включается время, в течение которого погрузка груза не проводилась по причинам, зависящим от перевозчика, либо вследствие непреодолимой силы или гидрометеорологических условий, создающих угрозу сохранности груза или препятствующих его безопасной погрузке. Время, в течение которого погрузка груза не проводилась по причинам, зависящим от фрахтователя, включается в сталийное время.
Фрахтователь вправе использовать все предоставленное ему по договору сталийное время, распоряжаясь им по своему усмотрению. При этом он не обязан принимать особых мер по быстрейшему освобождению судна.
Реверсивное сталийное время — общее время на погрузку и выгрузку. Если, например, по условиям чартера предусмотрено реверсивное сталийное время 20 часов, то потратив на погрузку груза 12 часов, перевозчик имеет в запасе на выгрузку только 8 часов, после чего начинается отсчёт контрсталийного времени.
Данные правила, связанные с погрузкой груза, действуют также и в отношении выгрузки груза с судна в порту назначения.